# Snowboard nos Jogos Olímpicos de Inverno de 2022 - Snowboard cross por equipes mistas
O snowboard cross por equipes mistas do snowboard nos Jogos Olímpicos de Inverno de 2022 ocorreu no dia 12 de fevereiro no Parque de Neve Genting, em Zhangjiakou.

## Medalhistas
|  | USA Estados Unidos                  |  | ITA Itália                   |  | CAN Canadá                   |
|  | Nick Baumgartner Lindsey Jacobellis |  | Omar Visintin Michela Moioli |  | Éliot Grondin Meryeta O'Dine |

## Resultados

#### Quartas de final
| Pos. | Bib | País           | Atletas                                      | Notas |
| ---- | --- | -------------- | -------------------------------------------- | ----- |
| 1    | 1   | ITA Itália 1   | Omar Visintin Michela Moioli                 | Q     |
| 2    | 8   | GER Alemanha 1 | Martin Nörl Jana Fischer                     | Q     |
| 3    | 9   | FRA França 2   | Loan Bozzolo Julia Pereira de Sousa Mabileau |       |

| Pos. | Bib | País                 | Atletas                             | Notas |
| ---- | --- | -------------------- | ----------------------------------- | ----- |
| 1    | 5   | USA Estados Unidos 1 | Nick Baumgartner Lindsey Jacobellis | Q     |
| 2    | 13  | SUI Suíça 1          | Kalle Koblet Sophie Hediger         | Q     |
| -    | 4   | AUS Austrália 1      | Cameron Bolton Belle Brockhoff      | DNF   |
| -    | 12  | AUS Austrália 2      | Adam Lambert Josie Baff             | DNF   |

| Pos. | Bib | País                 | Atletas                       | Notas |
| ---- | --- | -------------------- | ----------------------------- | ----- |
| 1    | 14  | ROC 1                | Daniil Donskikh Kristina Paul | Q     |
| 2    | 6   | CAN Canadá 1         | Éliot Grondin Meryeta O'Dine  | Q     |
| 3    | 11  | USA Estados Unidos 2 | Jake Vedder Faye Gulini       |       |
| 4    | 3   | FRA França 1         | Merlin Surget Chloé Trespeuch |       |

| Pos. | Bib | País               | Atletas                            | Notas |
| ---- | --- | ------------------ | ---------------------------------- | ----- |
| 1    | 15  | GBR Grã-Bretanha 1 | Huw Nightingale Charlotte Bankes   | Q     |
| 2    | 10  | ITA Itália 2       | Lorenzo Sommariva Caterina Carpano | Q     |
| 3    | 7   | CAN Canadá 2       | Liam Moffatt Tess Critchlow        |       |
| 4    | 2   | AUT Áustria 1      | Alessandro Hämmerle Pia Zerkhold   |       |

#### Semifinais
| Pos. | Bib | País                 | Atletas                             | Notas |
| ---- | --- | -------------------- | ----------------------------------- | ----- |
| 1    | 1   | ITA Itália 1         | Omar Visintin Michela Moioli        | Q     |
| 2    | 5   | USA Estados Unidos 1 | Nick Baumgartner Lindsey Jacobellis | Q     |
| 3    | 8   | GER Alemanha 1       | Martin Nörl Jana Fischer            |       |
| 4    | 13  | SUI Suíça 1          | Kalle Koblet Sophie Hediger         |       |

| Pos. | Bib | País               | Atletas                            | Notas |
| ---- | --- | ------------------ | ---------------------------------- | ----- |
| 1    | 10  | ITA Itália 2       | Lorenzo Sommariva Caterina Carpano | Q     |
| 2    | 6   | CAN Canadá 1       | Éliot Grondin Meryeta O'Dine       | Q     |
| 3    | 15  | GBR Grã-Bretanha 1 | Huw Nightingale Charlotte Bankes   |       |
| 4    | 14  | ROC 1              | Daniil Donskikh Kristina Paul      |       |

#### Final
Pequena final
| Pos. | Bib | País               | Atletas                          | Notas |
| ---- | --- | ------------------ | -------------------------------- | ----- |
| 5    | 8   | GER Alemanha 1     | Martin Nörl Jana Fischer         |       |
| 6    | 15  | GBR Grã-Bretanha 1 | Huw Nightingale Charlotte Bankes |       |
| 7    | 13  | SUI Suíça 1        | Kalle Koblet Sophie Hediger      |       |
| 8    | 14  | ROC 1              | Daniil Donskikh Kristina Paul    |       |

Grande final
| Pos. | Bib | País                 | Atletas                             | Notas |
| ---- | --- | -------------------- | ----------------------------------- | ----- |
| 01 ! | 5   | USA Estados Unidos 1 | Nick Baumgartner Lindsey Jacobellis |       |
| 02 ! | 1   | ITA Itália 1         | Omar Visintin Michela Moioli        |       |
| 03 ! | 6   | CAN Canadá 1         | Éliot Grondin Meryeta O'Dine        |       |
| 4    | 10  | ITA Itália 2         | Lorenzo Sommariva Caterina Carpano  |       |

Legenda
| Recorde mundial      | Recorde mundial (World record)               |                       | Recorde africano                      | Recorde africano (African) |                                           | Q | Classificado por posição (Qualified) |
| Recorde olímpico     | Recorde olímpico (Olympic record)            | Recorde da América    | Recorde da América (Americas)         | q                          | Classificado por melhor tempo (Qualified) |   |                                      |
| Melhor marca do ano  | Melhor marca do ano (World leading)          | Recorde asiático      | Recorde asiático (Asian)              | DNS                        | Não largou (Did not start)                |   |                                      |
| Recorde nacional     | Recorde nacional (National record)           | Recorde europeu       | Recorde europeu (European)            | DNF                        | Não terminou (Did not finish)             |   |                                      |
| Recorde pessoal      | Recorde pessoal do atleta (Personal best)    | Recorde da Oceania    | Recorde da Oceania (Oceania)          | DSQ / DQ                   | Desclassificado (Disqualified)            |   |                                      |
| Recorde da temporada | Recorde da temporada do atleta (Season best) | Recorde sul-americano | Recorde sul-americano (South America) | NM                         | Sem marca (No mark)                       |   |                                      |